# Peder Otto Rosenørn (1778-1828)
 Der er flere personer med dette navn, se Peder Otto Rosenørn (1708-1751).
Peder Otto Rosenørn (24. juni 1778 på Hersomgård – 29. september 1828 på Ristrup ved Århus) var en dansk godsejer, stiftamtmand og kammerherre, ældre broder til Carl Gustav Rosenørn.
Han blev 1796 privat dimitteret, 1799 juridisk kandidat, samme år auskultant i Rentekammeret og udnævntes allerede 1805 på grund af "den rosværdige Flid og de udmærkede Evner", han havde lagt for dagen, til amtmand i Ringkøbing Amt. Kort efter købte han Rindumgård. Her virkede han til 1820, da han trods ældre og dygtige konkurrenter fik embedet som stiftamtmand over Aarhus Stift og amtmand i Aarhus Amt i henhold til en ualmindelig varm indstilling af Rentekammerkollegiet, der karakteriserede ham "som en af statens trofasteste, nidkjæreste og dueligste Embedsmænd, der havde vundet alle deres Højagtelse og Kjærlighed, til hvilke han havde staaet i Embedsforhold". Han døde 29. september 1828 på Restrup, hvor han havde fået tilladelse til at bo som stiftamtmand. Fra 1819 var han tillige direktør for Estvadgård Kloster. 1802 var han blevet kammerjunker og 1814 kammerherre.
3. juli 1807 blev han gift med kusinen Ingeborg Christiane Rosenørn, som senere blev overhofmesterinde hos dronning Caroline Amalie. Han blev far til Theodor Rosenørn-Teilmann.